# Hugo Haak
Hugo Haak (né le 29 octobre 1991 à Nieuwegein) est un coureur cycliste et entraîneur néerlandais, spécialiste de la piste.

## Biographie
En 2008, Hugo Haak est vice-champion des Pays-Bas de vitesse chez les juniors et termine troisième du keirin. En 2012, il est vice-champion d'Europe espoirs du kilomètre et double champion des Pays-Bas élites sur le kilomètre et en keirin. L'année suivante, il remporte les titres nationaux de vitesse et du kilomètre. 
En 2015, il devient champion d'Europe de vitesse par équipes avec Jeffrey Hoogland et Nils van 't Hoenderdaal. En 2016, il devient vice-champion du monde de vitesse par équipes, mais il échoue à se qualifier comme membre de l'équipe pour les Jeux olympiques de Rio. Par la suite, il souffre d'une blessure au genou, qui l'oblige à mettre fin à sa carrière fin 2017. 
Il devient l'assistant de l'entraîneur national du sprint néerlandais Bill Huck. Ce dernier quitte son poste en septembre 2018, et Haak reprend temporairement le poste d'entraîneur-chef. En décembre 2018, il est officiellement nommé entraîneur en chef. Sous ses ordres, les membres de l'équipe nationale de vitesse remportent cinq médailles, dont trois en or aux Jeux olympiques de 2020 à Tokyo et dominent les mondiaux. Il décide de quitter son poste d'entraineur au printemps 2022. En 2023, il est nommé directeur sportif de la nouvelle équipe continentale néerlandaise, TDT-Unibet Cycling Team.
En 2024, Haak fait son retour  en tant qu'entraîneur adjoint des sprinteurs sur piste néerlandais. Aux côtés de l'entraîneur Mehdi Kordi, il contribue aux succès lors des championnats d'Europe, du monde et des Jeux olympiques de Paris, où les remportent trois médailles d'or et une d'argent. En septembre 2024, il reprend son rôle d'entraîneur national en chef.

## Palmarès

### Championnats du monde
- Apeldoorn 2011
  - 7e de la vitesse par équipes
  - 9e du kilomètre
- Melbourne 2012
  - 7e de la vitesse par équipes
  - 8e du kilomètre
- Minsk 2013
  - 7e du kilomètre
  - 10e de la vitesse par équipes
  - 13e du keirin
- Cali 2014
  - 5e du kilomètre
  - 8e de la vitesse par équipes
  - 26e de la vitesse individuelle
- Saint-Quentin-en-Yvelines 2015
  - 5e de la vitesse par équipes
  - 16e du kilomètre
  - 29e de la vitesse individuelle[8]
- Londres 2016
  -  Médaillé d'argent de la vitesse par équipes

### Coupe du monde
- 2010-2011
  - 2e du kilomètre à Pékin
- 2013-2014
  - 1er de la vitesse par équipes à Guadalajara (avec Nils van 't Hoenderdaal et Matthijs Büchli)
  - 1er de la vitesse individuelle à Guadalajara
  - 3e du kilomètre à Guadalajara
- 2014-2015
  - 2e de la vitesse par équipes à Cali
- 2015-2016
  - 3e de la vitesse par équipes à Cali

### Championnats d'Europe
| Édition / Épreuve     | Kilomètre | Vitesse individuelle | Vitesse par équipes                                   |
| Anadia 2012 (espoirs) | Argent    |                      |                                                       |
| Anadia 2013 (espoirs) |           | Bronze               | Bronze                                                |
| Granges 2015          |           |                      | Or (avec Jeffrey Hoogland et Nils van 't Hoenderdaal) |

### Championnats des Pays-Bas
- 2012
  -  Champion des Pays-Bas du kilomètre
  -  Champion des Pays-Bas du keirin
- 2013
  -  Champion des Pays-Bas de vitesse individuelle
  -  Champion des Pays-Bas du kilomètre
- 2016
  -  Champion des Pays-Bas de vitesse par équipes